# Сасовские татары
Са́совские тата́ры (баста́нские тата́ры) — группа  касимовских татар, проживающая в селах Бастаново и в некоторых татарских деревнях по реке Цна Рязанской области, а также в селе Куликовы Копани Ставропольского края, выделяются по бастанскому говору
среднего диалекта татарского языка и ряду культурно-бытовых особенностей. В формировании сасовских татар большую роль сыграли мишари при участии ногайских племён.

## Расселение
Проживают в селе Бастаново, Теньсюпино, Б. Студенец, Алёшино, д. Тархань Сасовского района Рязанской области и с. Куликово Копани Туркменского района Ставропольского края (переселенцы из села Бастаново).
В настоящее время крупная община татар существует в с. Бастаново, где составляет около 90% населения. В Большом Студенце, Алешине, Тархани, Теньсюпине татарское присутствие также сохранилось: некоторые татары проживают там постоянно, другие владеют родовыми домами и используют их в качестве дач, переселившись в районный центр — город Сасово. 
По всей видимости, являются потомками шацких служилых татар.
Местные старинные мусульманские кладбища, сохраняются в надлежащем порядке и являются действующими. В Бастаново используется по назначению деревянная мечеть XIX века, вторая — построена заново в 2008 г. на фундаменте утраченной. В Тархани остатки деревянной мечети XIX века. Деревянная мечеть селе Алёшино не сохранилась.